# Мядельский район
Мя́дельский район (бел. Мя́дзельскі раён) — административная единица на северо-западе Минской области Республики Беларусь. Административный центр — город Мядель. Всего в районе 303 населённых пункта.
Численность населения — 23 825 человек (на 1 января 2025 года).

## Административное устройство
В районе 1 город — Мядель; 2 городских посёлка — Кривичи, Свирь; 1 курортный посёлок — Нарочь и 9 сельсоветов.
28 июня 2013 года упразднены Сырмежский и Старогабский сельсоветы и Свирский поселковый Совет. Образован Свирский сельсовет.

Сельсоветы:
- Будславский
- Занарочский
- Княгининский
- Кривичский
- Мядельский
- Нарочский
- Сватковский
- Свирский
- Слободской

Упразднённые сельсоветы:
- Дягильский
- Лотвинский
- Пузырёвский
- Старогабский
- Сырмежский

## География

### Рельеф
Территория 1 968 км² (7-е место среди районов). Протяженность с запада на восток — 75 км, с севера на юг — 43 км. Поверхность равнинно-возвышенная с общим уклоном с севера-востока на юго-запад. Район расположен в границах Нарочано-Вилейской низменности, северная часть района расположена на Свенцянских грядах.

### Водная система

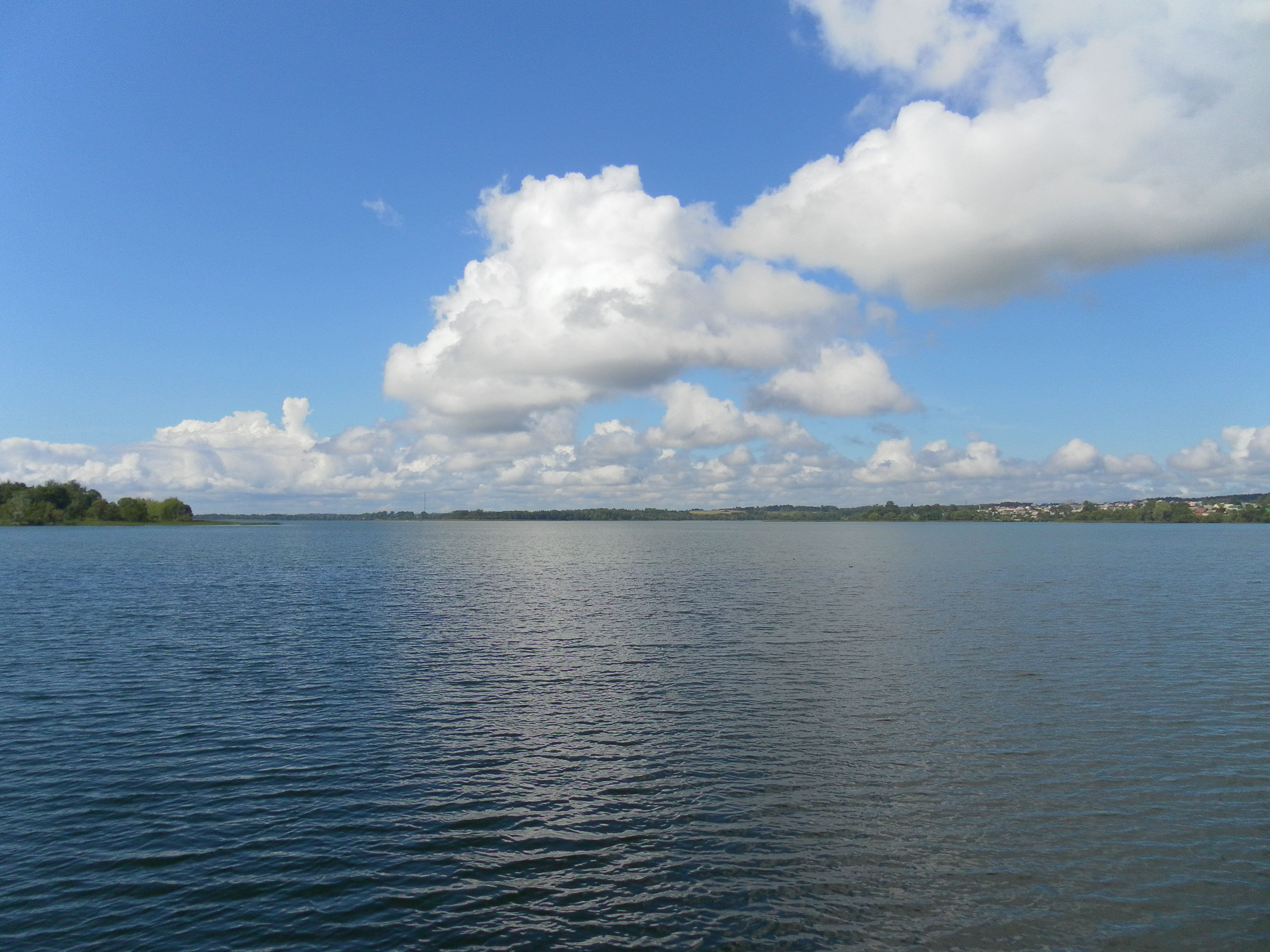
Вид на озеро Мястро

Вместе с озером Нарочь (протяжённость береговой зоны — более 80 километров) на Мядельщину приходится 80 процентов озёр Минской области. Площадь всей водной глади Мядельщины — 16 600 гектаров.
В районе есть много озёр и рек. Основные реки — Страча, Большой Перекоп, Нарочь, Узлянка (бассейн Вилии), Мяделка (бассейн Дисны).
Озёра занимают 7,48 % территории района. Наиболее крупные из них — Нарочь, Мястро, Баторино, Свирь и Бледное — образуют Нарочанскую озерную группу. На территории находятся и другие группы озёр — Мядельские и Болдукские.
Около 43 % территории района приходится на лес. Наиболее значительные лесные массивы расположены на юго-западе и северо-западе.
Около половины территории района занимает Нарочанский национальный парк.

## Геральдика
Герб утверждён решением Мядельского районного исполнительного комитета от 12 апреля 2001 года № 145. Зарегистрирован в Гербовом матрикуле Республики Беларусь 12 апреля 2001 года № 60.
Флаг учреждён Указом Президента Республики Беларусь от 21 июля 2008 года № 398 и зарегистрирован в Государственном геральдическом регистре Республики Беларусь 23 июля 2008 года Б-131. Одобрен решением Мядельского районного Совета депутатов 31 января 2008 года № 49.
16 января 2014 года решением специальной комиссии гимном района выбрано произведение «Наш край Нарачанскі» на слова народного поэта Максима Танка и музыку Юрия Талесника.

## История
Район образован 15 января 1940 г. Первоначально — в Вилейской области, в 1944—1960 годах — в Молодечненской области, с 1960 года — в Минской области.

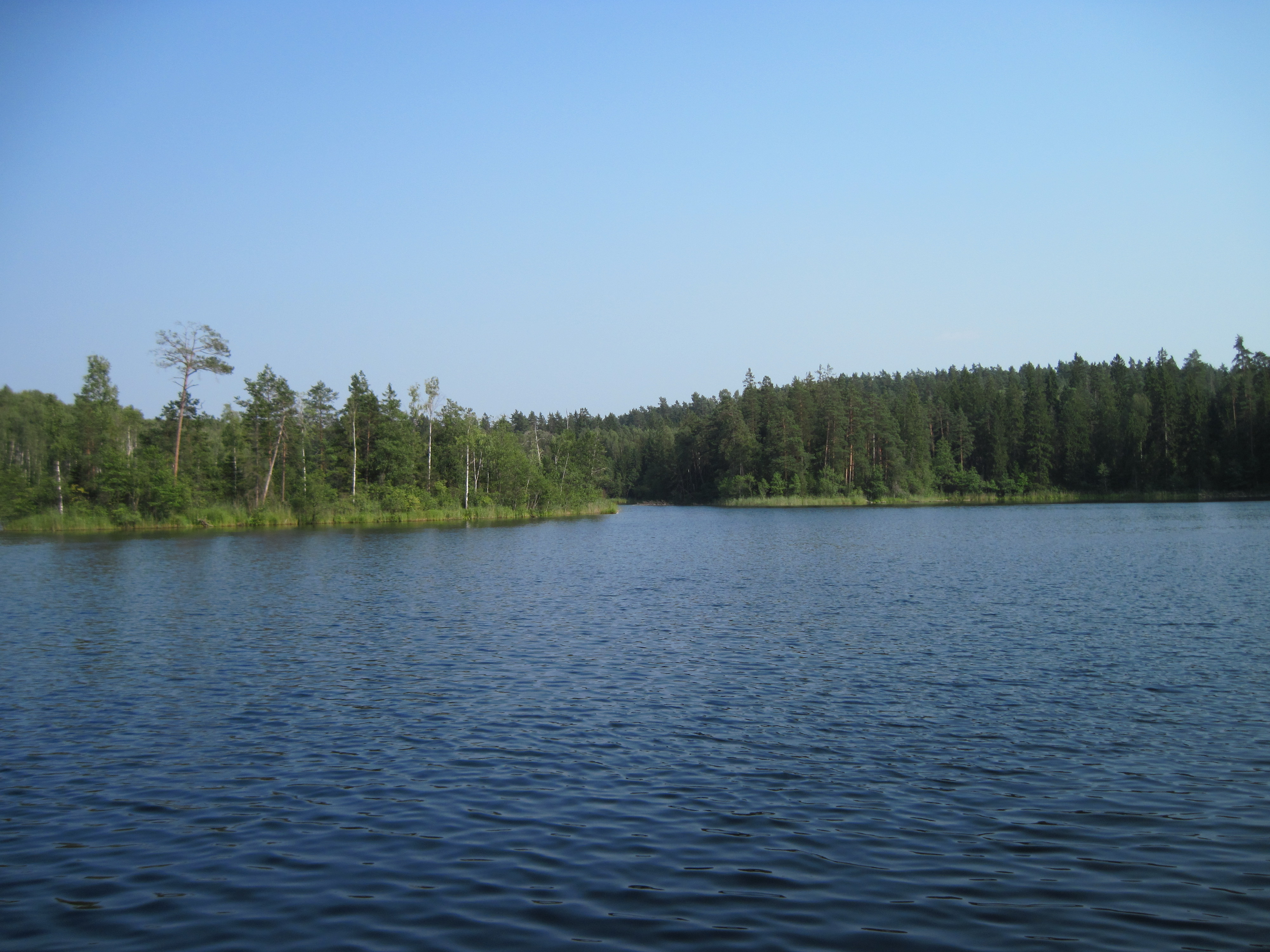
Озеро Глубелька

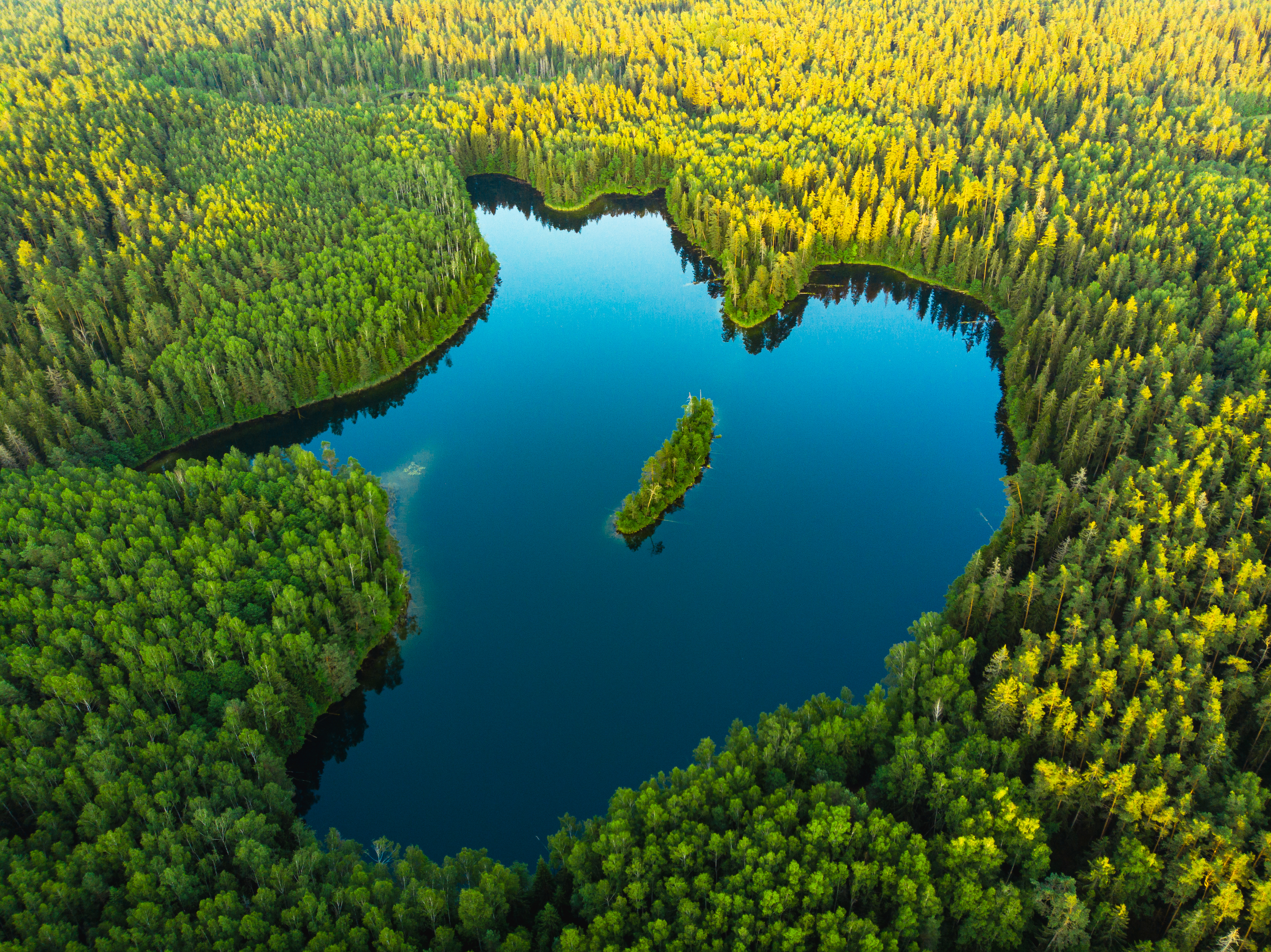
Озеро Глубелька

31 августа 1959 года в результате упразднения Свирского района к Мядельскому району присоединены 3 сельсовета и городской посёлок Свирь. 25 декабря 1962 года в результате упразднения Кривичского района в состав Мядельского района вошли 4 сельсовета и городской посёлок Кривичи.
20 октября 1995 года административные единицы Мядельский район и посёлок Мядель, имеющие общий административный центр, объединены в одну административную единицу — Мядельский район.

## Население
Численность населения — 23 825 человек (на 1 января 2025 года), в том числе городское — 12 629 человек (Мядель — 6 887 человек, Кривичи — 1 036 человек, Нарочь — 3 781 человек, Свирь — 925 человек), сельское — 11 196 человек.
| Численность населения (по годам) | Численность населения (по годам) | Численность населения (по годам) | Численность населения (по годам) | Численность населения (по годам) | Численность населения (по годам) | Численность населения (по годам) | Численность населения (по годам) | Численность населения (по годам) | Численность населения (по годам) |
| 1996                             | 2001                             | 2002                             | 2003                             | 2004                             | 2005                             | 2006                             | 2007                             | 2008                             | 2009                             |
| -------------------------------- | -------------------------------- | -------------------------------- | -------------------------------- | -------------------------------- | -------------------------------- | -------------------------------- | -------------------------------- | -------------------------------- | -------------------------------- |
| 38 400                           | ▼36 458                          | ▼35 596                          | ▼34 561                          | ▼33 669                          | ▼32 901                          | ▼32 142                          | ▼31 290                          | ▼30 643                          | ▼30 073                          |
| 2010                             | 2011                             | 2012                             | 2013                             | 2014                             | 2015                             | 2016                             | 2017                             | 2018                             | 2019                             |
| ▼29 367                          | ▼28 745                          | ▼28 092                          | ▼27 637                          | ▼27 224                          | ▼26 890                          | ▼26 448                          | ▼26 044                          | ▼25 733                          | ▼25 458                          |
| 2020                             | 2021                             | 2022                             | 2023                             | 2024                             | 2025                             |                                  |                                  |                                  |                                  |
|                                  |                                  |                                  | ▼24 709                          |                                  | ▼23 825                          |                                  |                                  |                                  |                                  |

| Национальный состав по переписи населения 2009 года | Численность | %       |
| --------------------------------------------------- | ----------- | ------- |
| Белорусы                                            | 27 736      | 93,71 % |
| Русские                                             | 1189        | 4,02 %  |
| Поляки                                              | 322         | 1,09 %  |
| Украинцы                                            | 168         | 0,57 %  |
| Татары                                              | 38          | 0,13 %  |
| Литовцы                                             | 26          | 0,09 %  |
| Армяне                                              | 16          | 0,05 %  |

|                                               | 2010  | 2011  | 2012  | 2013 | 2014 | 2015 | 2016 | 2017  |
| --------------------------------------------- | ----- | ----- | ----- | ---- | ---- | ---- | ---- | ----- |
| Рождаемость (на 1000 человек)                 | 8,4   | 9     | 10,4  | 11   | 12,2 | 11,2 | 11,4 | 9,6   |
| Смертность (на 1000 человек)                  | 23,7  | 23,1  | 21,1  | 20,5 | 19,1 | 19,2 | 21,1 | 21,3  |
| Естественный прирост (на 1000 человек)        | -15,3 | -14,1 | -10,7 | -9,5 | -6,9 | -8   | -9,7 | -11,7 |
| Естественный прирост (в абсолютном выражении) | -443  | …     | …     | -261 | -187 | -212 | -254 | -304  |
| Миграционный прирост (в абсолютном выражении) | -179  | …     | …     | -152 | -147 | -230 | -150 | -7    |

В 2018 году 15,8 % населения района было в возрасте моложе трудоспособного, 51,4 % — в трудоспособном, 32,8 % — старше трудоспособного. Ежегодно в Мядельском районе рождается 240—300 детей и умирает 500—700 человек. Коэффициент рождаемости — 9,6 на 1000 человек в 2017 году, коэффициент смертности — 21,3. Коэффициент рождаемости в Мядельском районе самый низкий в Минской области, коэффициент смертности — один из самых высоких (выше только в Копыльском районе). В 2017 году в Мядельском районе было заключено 149 браков (5,8 на 1000 человек) и 69 разводов (2,7).
Крупные города отсутствуют. В Мяделе проживает 6911 человек, в Нарочи — 3466 человек, в Кривичах — 1196 человек, в Свири — 906 человек (2018 год).

## Экономика
Выручка от реализации продукции, товаров, работ, услуг за 2017 год составила 221,9 млн рублей (около 111 млн долларов), в том числе 40,3 млн рублей пришлось на сельское, лесное и рыбное хозяйство, 49 млн на промышленность, 17 млн на строительство, 72,8 млн на торговлю и ремонт, 42,7 млн на прочие виды экономической деятельности.
На территории района эксплуатируются месторождения торфа (болото Габы), песчано-гравиевого материала, строительных песков, глины и суглинков, а также сапропеля.
Транспортная система включает железнодорожную линию Молодечно — Полоцк, автомобильные дороги Вильнюс — Полоцк, Нарочь — Минск.

### Промышленность
В районе действует 8 промышленных предприятий: Нарочанский маслосырзавод, УП «Иловское», опытный рыбхоз «Нарочь», Нарочанский завод напитков, Мядельский кооппром, Мядельский автотехсервис, предприятие «Гарант», Мядельское Агропромэнерго.

### Сельское хозяйство
Мядельский район специализируется на производстве мяса, молока, зерна, льна, картофеля. Доля растениеводства в валовой продукции сельского хозяйства составляет 44 %, доля животноводства — 56 %.
В 2017 году сельскохозяйственные организации района собрали 32,9 тыс. т зерновых и зернобобовых культур при урожайности 21,1 ц/га. В 2017 году сельскохозяйственные организации района реализовали 5,2 тыс. т мяса скота и птицы и произвели 36,3 тыс. т молока (средний удой — 4070 кг). На 1 января 2018 года в сельскохозяйственных организациях района содержалось 25,6 тыс. голов крупного рогатого скота, в том числе 8,9 тыс. коров. Птицефабрики Мядельского района в 2017 году произвели 13,5 млн яиц.
Средняя зарплата работников в Мядельском районе составила 78,2 % от среднего уровня по Минской области.

## Здравоохранение
В 2016 году в организациях Министерства здравоохранения Республики Беларусь, расположенных на территории района, работало 76 практикующих врачей (29,2 на 10 тысяч человек) и 338 средних медицинских работников (129,8 на 10 тысяч человек). В больницах насчитывалось 206 коек (79,1 на 10 тысяч человек).

## Образование
В 2017/2018 учебном году в районе действовало 14 учреждений дошкольного образования, которые обслуживали 840 детей, и 16 учреждений общего среднего образования, в которых обучалось 2498 детей. Учебный процесс обеспечивало 468 учителей.

## Культура
В 2017 году публичные библиотеки района посетили 13,7 тыс. человек, которым было выдано 249,3 тыс. экземпляров книг и журналов. В 2017 году в районе действовало 22 клуба.
В Мяделе действует Мядельский музей народной славы с 20,4 тыс. музейных предметов основного фонда. В 2016 году его посетили 16,7 тыс. человек.

### Также расположены музеи
- Краеведческий музей имени Павлины Мядёлки ГУО "Будславская средняя школа имени Павлины Мядёлки" в Будслав
- Историко-краеведческий музей ГУО "Старогабский учебно-педагогический комплекс детский сад-средняя школа" в Старые Габы
- Краеведческий музей имени Адама Гуриновича ГУО "Слободская средняя школа имени Адама Гуриновича" в Слобода
- Историко-краеведческий музей "Паходня" ГУО "Свирская средняя школа" в Свирь
- Литературно-краеведческий музей Максима Танка ГУО "Сватковская средняя школа имени Максима Танка" в Сватки
- Музей отечественной вычислительной техники ГУО "Гимназия-интернат г. Мяделя" в Мядель

## События и мероприятия
- С 2005 года в деревне Комарово проводится фестиваль народных промыслов и ремёсел «Камарова — Кола дзён» («Комарово — Круговорот дней»).
- В 2005 и 2008 гг. Мядель был местом проведения фестиваля "Адна зямля"
- Будславский фест в Будслав

## Религия

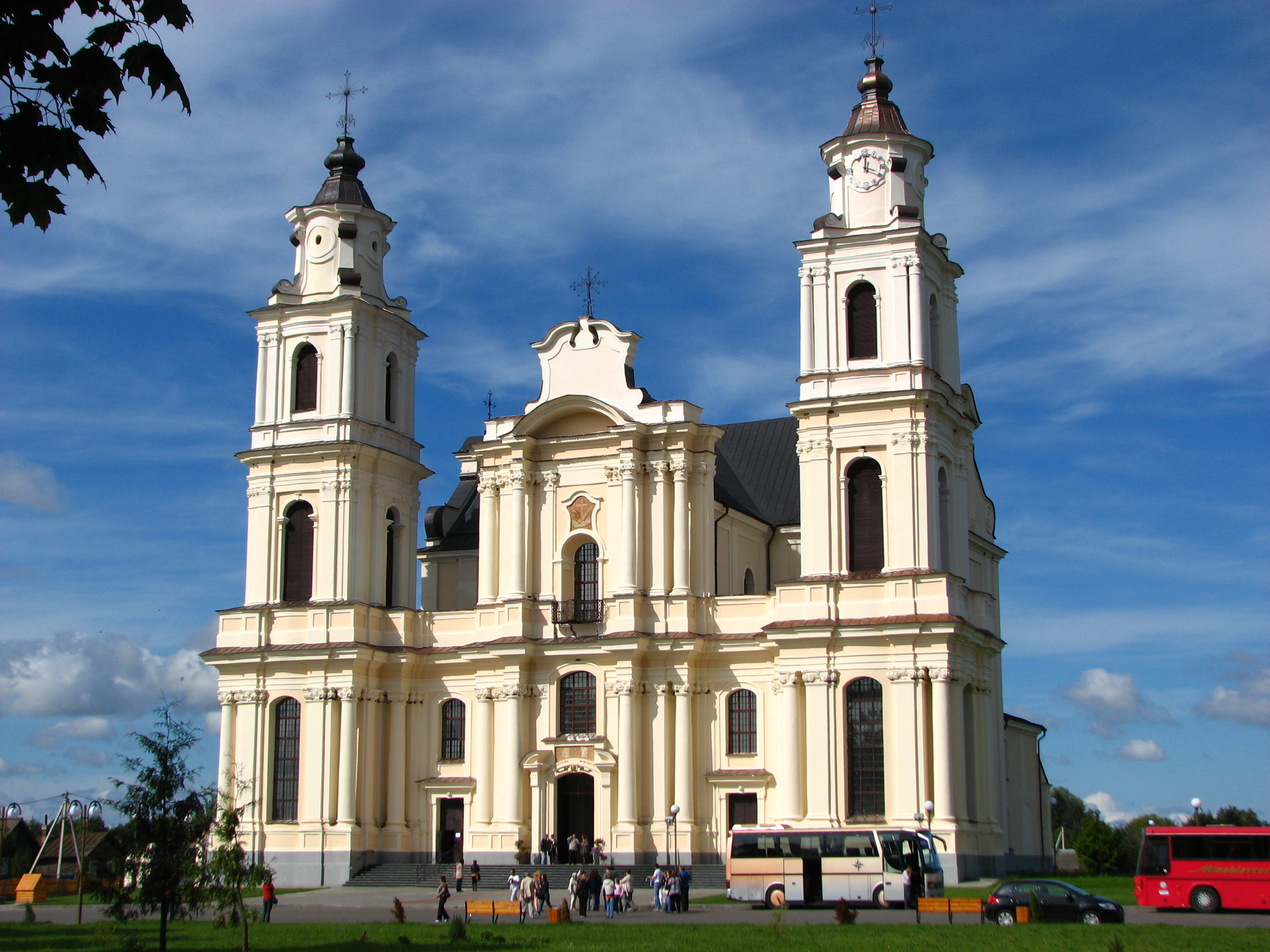
Костёл Вознесения Пресвятой Девы Марии в Будславе (малая базилика)

По состоянию на начало 2019 года в Мядельском районе было зарегистрировано 9 православных общин, 8 римско-католических, 2 общины христиан веры евангельской (пятидесятников), по одной общине баптистов, мусульман и старообрядцев.
Ежегодно 2 июля католики отмечают престольный праздник Будславской иконе Божией Матери — хранительницы Минско-Могилёвского архидиоцеза и заступницы католиков в Республике Беларусь. Ежегодно к иконе приходит до 30 тысяч паломников.

## Достопримечательность

### Природа
- Голубые озёра — Болдукская группа озёр, природный комплекс на территории Белорусского Поозерья. На территории района расположены Глубля, Глубелька, пруды возле деревни Ольшево.
- Нарочанская группа озёр, самое большое из которых — озеро Нарочь.
- Дендрологический сад имени С. А. Гомзы — памятник природы. Расположен между озёрами Нарочь и Мястро. На территории сада расположен музей леса[35].
- Аптекарский сад — экскурсионно-туристический комплекс. Единственный в Республике Беларусь объект, созданный на основе многовекового опыта европейских монастырей по выращиванию и культивированию редких лекарственных растений. В Аптекарском саду в виде тематических клумб, растительных арт-объектов, лабиринтов представлено более 350 видов лекарственных, пряных, декоративных, редких растений Республики Беларусь, а также растений, занесённых в Красную книгу Республики Беларусь, которые объединены в ботанические коллекции.

### Памятник природы, заказник
- Ботанические памятники природы местного значения: «Парк «Будслав», «Парк «Комарово», «Парк «Ольшево», «Парк Победы в г. Мяделе», «Парк «Старый Мядель».
- Геологические памятники природы местного значения: «Камень брилевский», «Камень дягилевский», «Большой камень жосненский», «Большой камень кочергинский», «Большой камень моргиновский», «Гора Барсучиха», «Гора Пустовины».
- Гидрологические заказники: Черемшица.

### Костёлы

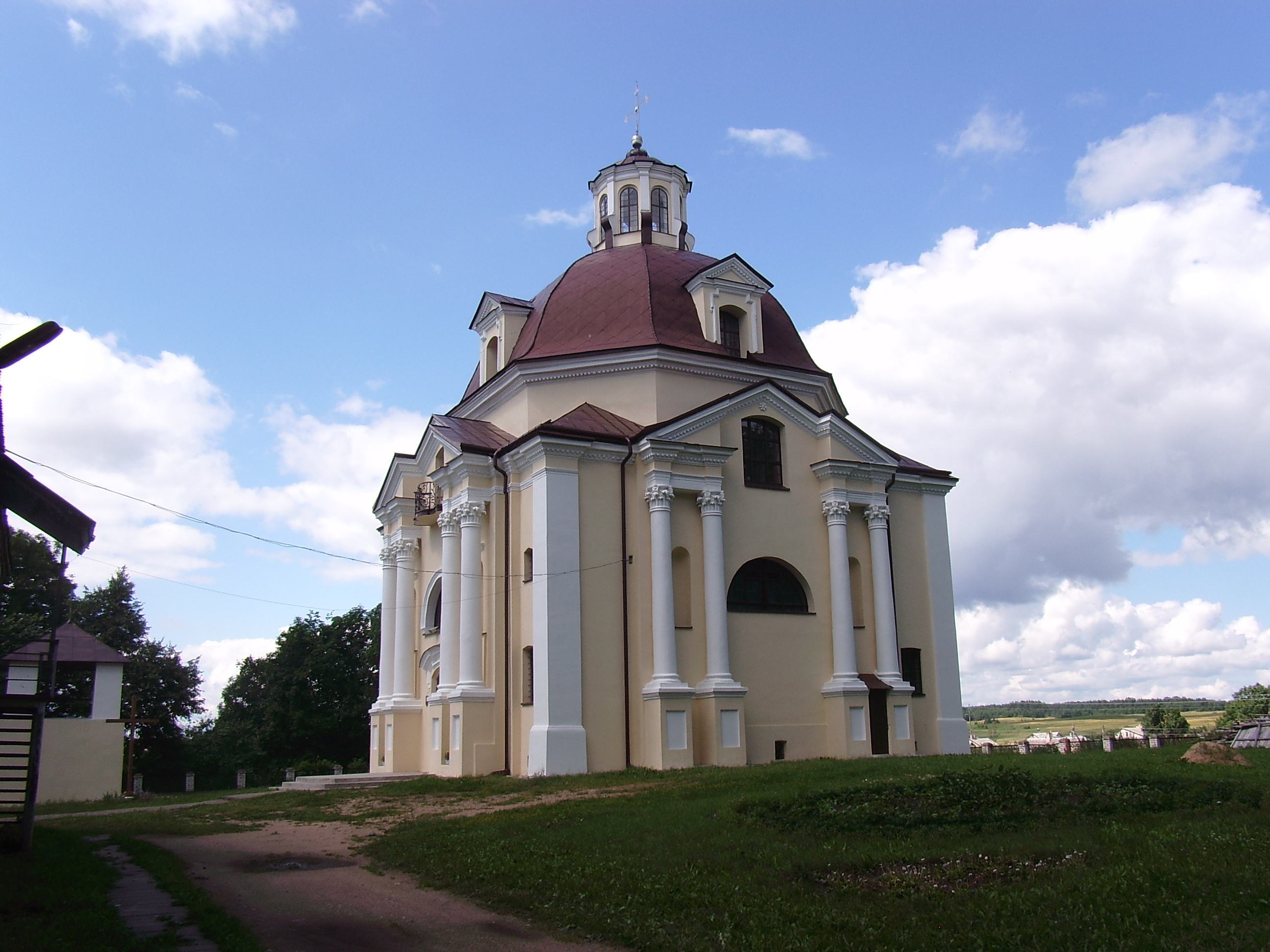
Костёл Божией Матери Скапулярия в Мядель

В Мядельском районе сохранилось 8 каменных католических храмов (костёлов), памятников архитектуры начала XVIII — начала XX века:
- Костёл Святой Троицы и монастырь кармелитов в Засвири (1713). Стиль — сарматское барокко.
- Костёл Святого Апостола Андрея и монастырь тринитариев в Кривичах (1776). Стиль — позднее барокко.
- Костёл Божией Матери в Мяделе на территории Старого Мяделя (1754). Стиль — позднее барокко с элементами рококо.
- Костёл Вознесения Пресвятой Девы Марии в Будславе (середина XVII — конец XVIII вв..). Стиль — позднее барокко. В нём находится знаменитая католическая святыня — Будславская икона Божией Матери. С начала 1990-х годов началось возрождение паломничества в Будслав и почитание Будславской иконы Божьей Матери. Ежегодно 2 июля сюда приходят и приезжают паломники из Белоруссии, России, Польши, Литвы. Многие совершают многодневное паломничество, добираясь в Будслав пешком. Последние метры к иконе паломники преодолевают на коленях.
- Костёл Вознесения Девы Марии в Константиново (1820—1826, достр. 1896), построенный на месте деревянного храма, сгоревшего в пожаре в 1812 году. Стиль — неоклассицизм.
- Костёл Девы Марии в Шеметово (конец XVIII — начало XIX вв.). Стиль — классицизм.
- Костёл Святого Апостола Андрея в деревне Нарочь (начало XX века). Стиль — неоготика. На территории костёла сохранилась деревянная колокольня старого костёла, сгоревшего в 1897 году, а также в 2008 году установлен памятник Иоанну Павлу II.
- Николаевский костёл в г. п. Свирь (1653, перестр. 1909). Стиль — необарокко.

### Церкви
В Мядельском районе насчитывается 8 православных храмов (церквей):
- Церковь Александра Невского в Слободе (середина XIX в.). Памятник ретроспективного русского стиля.
- Церковь святого Ильи в деревне Нарочь в русском стиле (1850-е годы).
- Церковь Святой Троицы в Кривичах (1887). Памятник ретроспективного русского стиля.
- Церковь Николая Чудотворца в Старых Габах (начало XX века). Колокольня церкви имеет два яруса, в отличие от традиционной трёхъярусной.
- Свято-Троицкая церковь в Княгинине (вторая половина XIX в.). Памятник деревянного зодчества.
- Церковь Святой Троицы в Некасецке (1926). Построена из деревянного бруса.
- В 2006 году была построена новая каменная Свято-Троицкая церковь в городе Мядель.
- В 2009 году была построена небольшая деревянная церковь равноапостольных Кирилла и Мефодия в г.п. Свирь

Церкви, которые не сохранились:
- Богородичская церковь (Сватки), уничтожена в годы Второй мировой войны.
- Преображенская церковь (Берковщина). Упразднена в 1875 году после пожара.
- Успенская церковь в Узле (1820-е, перестр. конец XIX — начало XX вв.). Построена из дерева, не сохранилась.

### Старообрядческая церковь
- Старообрядческая церковь Успения Богородицы, построенная из деревянного бруса, в г. п. Свирь (начало XX в.). Памятник деревянного зодчества.

## Туризм и отдых

### Туризм
В городе Мядель функционирует Государственное учреждение дополнительного образования «Центр туризма Мядельского района».

Его основными задачами являются:

— организация экскурсий и походов;

— проведение туристических слётов и соревнований;

— туристско-информационные услуги.

Разработаны четыре маршрута водных походов, шесть маршрутов велопоходов, шесть маршрутов пеших походов, три маршрута конных походов.

В районе развиваются экотуризм, а также агротуризм (зарегистрированы 64 агроусадьбы). Большой популярностью в Мядельском районе пользуется рыболовный туризм.

На территории района функционируют пять гостиниц, кроме того, в городе Мяделе строится новый гостиничный комплекс, расположенный рядом с автовокзалом и физкультурно-оздоровительным комплексом.

В Национальном парке на побережьях 9 озёр оборудованы 16 туристических стоянок:
- автокемпинг Нарочь
- Антонисберг
- Белое
- Болдук
- Волчино
- Глубокий Ручей
- Коньково
- Кочерги
- Лагерь
- Мельница
- Россохи
- Струголапы
- Тюкши 2
- Тюкши 3
- Черняты
- Широкий Ров

### Санаторно-курортные и оздоровительные организации
1. «Зубрёнок», Национальный детский центр[38]. Открылся в 1969 году как республиканский пионерский лагерь для пионерского и комсомольского актива школ БССР.
2. «Белая Русь», санаторий МВД[39]. Открыт в 1988 году. Медицинский профиль санатория — болезни системы кровообращения, желудочно-кишечного тракта и костно-мышечной системы. На территории санатория находятся два источника минеральной воды.
3. «Нарочанский берег», санаторий[40]. Открыт в 1964 году как профсоюзный дом отдыха «Нарочь». Находится в смешанном хвойно-лиственном лесу на берегу озера Нарочь. В санатории используются различные виды лечения[41]. В санатории находиться источник лечебной минеральной воды. С февраля 2021 года официально присоединён к санаторию «Нарочь».
4. «Нарочь», санаторий[42]. Старейшее лечебное учреждение курорта. Открыт в 1963 году, принадлежал потребительской кооперации. Находится в области распространения минерализованных вод сульфатно-хлоридно-натриевого типа. На территории находятся два источника минеральной воды. Профиль санатория — болезни органов кровообращения и органов пищеварения.
5. «Нарочанка», санаторий[43]. Основан как турбаза «Озеро Нарочь» в 1958 году. В 1982 году вступил в строй туристический комплекс: гостиница на 450 мест, бассейн, развлекательный центр с актовым залом на 400 мест, сауной, рестораном, спортивный городок. На месте палаточного городка были построены туристические деревянные домики, вмещавшие около 250 человек. В середине 90-х годов вместе с автотурбазой «Нарочанка» и Нарочанским бюро путешествий и экскурсий объединен в туристско-экскурсионный комплекс (ТЭК) «Нарочь». Реконструирован в 2013 г. и по результатам аттестации в 2016 г. получил статус санатория второй категории. Профиль — оздоровление, туризм, лечение (бальнеотерапия, массаж, электросветолечение). В туристический комплекс входит филиал гостиницы «Швакшты».
6. «Приозёрный», санаторий[44]. Открыт в 1992 году как санаторий Белкоопсоюза. Медицинский профиль — болезни системы кровообращения, нервной системы, костно-мышечной системы и соединительной ткани, органов пищеварения, мочеполовой системы.
7. «Спутник», санаторий[45]. Открыт как пансионат молодечненского завода «Спутник» в 1987 году. С ноября 2006 года функционирует как ЧУП «АСБ Санаторий Спутник». Медицинский профиль санатория — болезни опорно-двигательного аппарата, сердечно-сосудистой системы и нервной системы.
8. «Боровое», детский пульмонологический центр медицинской реабилитации[46]. Открыт в 1974 году как объединённый санаторий «Боровое», имевший взрослое и детское отделения. Детское отделение для пациентов с неспецифическими заболеваниями верхних дыхательных путей открылось в 1979 году. В 2005 году Государственное учреждение «Республиканский санаторий „Боровое“ на озере Нарочь» реорганизовано в Государственное учреждение «Республиканский детский пульмонологический центр медицинской реабилитации». На территории санатория находятся две скважины минеральной воды — средней и высокой минерализации.
9. «Журавушка», санаторий[47]. Ведомственный санаторий КУП «Минскхлебпром». Открыт в 1989 году как база отдыха. Профиль санатория — болезни системы кровообращения, органов дыхания, нервной системы, костно-мышечной системы и соединительной ткани, органов пищеварения.
10. «Чайка», оздоровительная база отдыха ЗАО «Белтяжмаш». Открыта в 1981 году. В настоящее время используется как база отдыха для групп туристов и в качестве жилого фонда для рядом расположенного санатория «Журавушка».
11. «Нарочанка», база отдыха. Входит в состав санатория «Нарочанка». Открыта как автотурбаза «Нарочанка» в 1977 году. Расположена недалеко от деревни Занарочь. В 1987 году здесь построен спальный корпус для круглогодичного отдыха. В летнее время была разработана и реализовывалась программа отдыха для детей спортивно-туристской направленности. Дети-участники трёх специально разработанных турпоходов награждались значками «Юный турист СССР». В середине 90-х годов вместе с туристическим комплексом «Нарочь» и Нарочанским бюро путешествий и экскурсий объединена в туристско-экскурсионный комплекс (ТЭК) «Нарочь».
12. «Сосны», санаторий[48]. Официально открыт как дом отдыха «Сосны» в 1976 году. Здравница принадлежала Управлению делами Совета Министров БССР и предназначалась для семейного отдыха руководящих работников и заслуженных людей страны. В 2000 году переименован в Государственное лечебно-оздоровительное учреждение "Санаторий «Сосны». На территории санатория расположены три корпуса и шесть отдельных коттеджей для отдыхающих, административный корпус с магазином и баром, теннисный корт, бассейн, пляж, пункт проката, источник сульфатно-хлоридно-натриевой воды. Медицинский профиль — болезни системы кровообращения, нервной системы, опорно-двигательного аппарата, органов пищеварения, органов дыхания, мочеполовой системы.
13. «Рудаково», база отдыха Минского ПОВТ[49]. Основана в 1972 году.

## СМИ
Издаётся газета "Нарачанская зара". Транслируется районное радио «Нарачанская хваля».